# Parlour
Parlour — бренд замороженных десертов, производимых швейцарской корпорацией Nestlé.

## Описание
Мороженое Parlour выпускается во многих различных вкусах. В основном, продукция продаётся в Канаде.
Первоначально мороженое Parlour производилось в США компанией Sealtest под брендом Ault Foods. Из-за высокого содержания пальмовых масел мороженое перестало соответствовать юридическому определению.
Конкурентами являются наиболее крупные бренды мороженого, такие как Chapman’s, Breyers и другие.

## Список вкусов
- Butterscotch Sundae
- Chocolate
- Chocolate Chip
- French Vanilla
- Heavenly Hash
- Maple Walnut
- Mint Chocolate Swirl
- Neapolitan
- Spumone (снят с производства)
- Strawberry
- Vanilla
- Cookies and Cream
- Nestlé Toll House